# 格萊徹杜坎山
46°40′29.5″N 9°49′48.9″E / 46.674861°N 9.830250°E

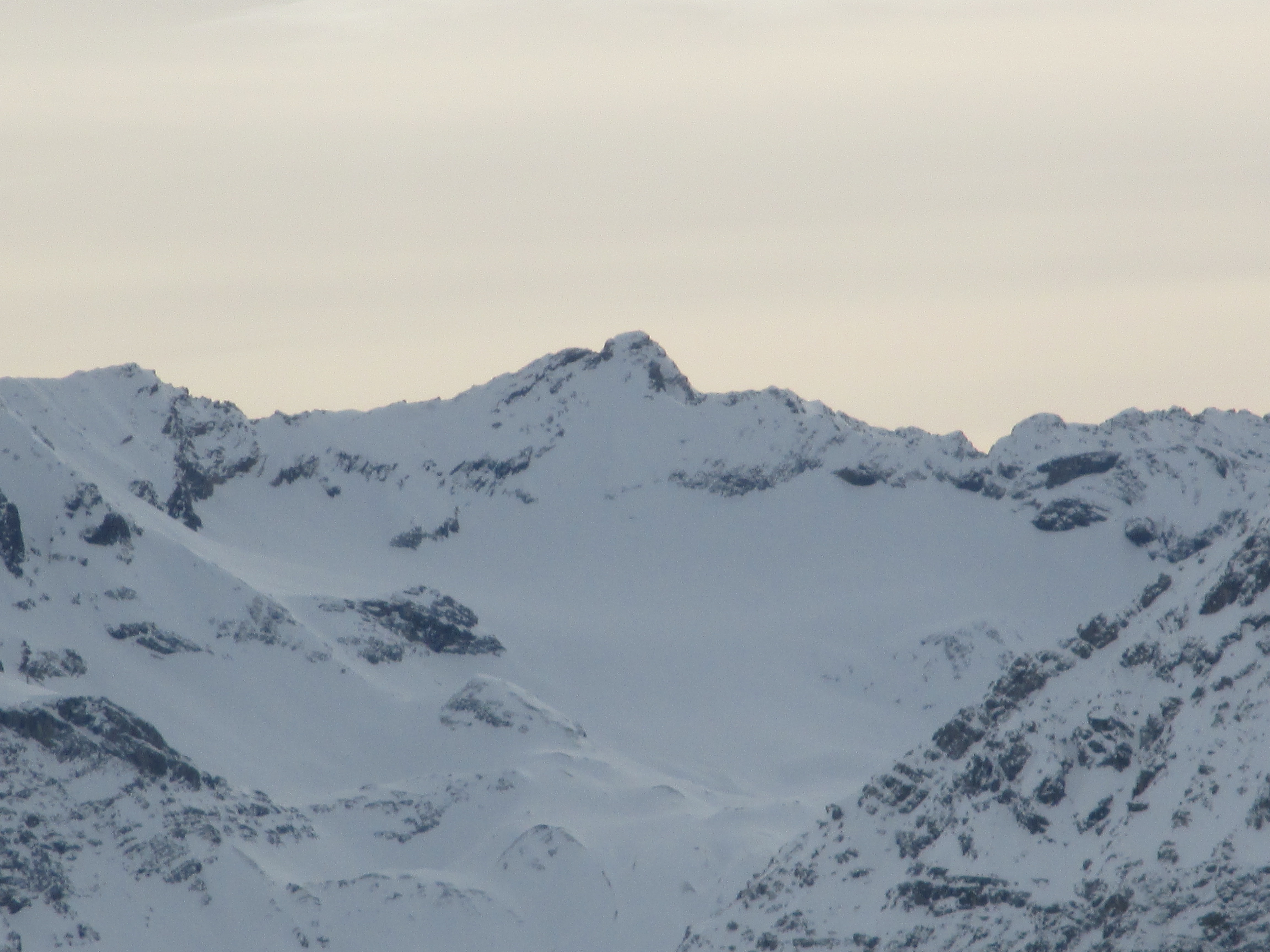

格萊徹杜坎山（Gletscher Ducan），是瑞士的山峰，位於該國東南部，由格勞賓登州負責管轄，屬於阿爾布拉山脈的一部分，海拔高度3,020米，每年平均降雨量1,729毫米。